# Бенальо, Диего
Дие́го Орла́ндо Бена́льо (итал. Diego Orlando Benaglio; род. 8 сентября 1983, Цюрих, Швейцария) — швейцарский футболист, вратарь.

## Карьера

### Клубная
Итальянского происхождения.
Бенальо начинал карьеру в родном «Грассхоппере» из Цюриха. В 2002 году швейцарец перешёл в «Штутгарт», однако за 3 сезона так и не сыграл ни одного матча за основную команду, играя лишь за «Штутгарт II».
В 2005 году Бенальо перешёл в португальский «Насьонал».
22 февраля 2008 года Бенальо перешёл в «Вольфсбург», подписав контракт до 2012 года. В октябре 2009 года контракт был продлен ещё на год. 28 апреля 2012 года Бенальо продлил контракт с «Вольфсбургом» до 2017 года, а в августе стал капитаном команды. В августе 2016 года Диего продлил контракт с клубом до 2019 года.
16 июня 2017 года Бенальо перешёл в «Монако», подписав контракт до 2020 года.
19 августа 2020 года объявил о завершении 20-летней карьеры.

### Национальная
В 2006 году Бенальо получил вызов на чемпионат мира 2006 года, где он числился третьим вратарём сборной Швейцарии. На чемпионат Европы 2008, чемпионат мира 2010 и чемпионат мира 2014 годов Бенальо также привлекался в сборную, где был уже основным вратарём. В августе 2014 года он объявил о завершении карьеры в сборной.

## Достижения
«Вольфсбург»
- Чемпион Германии: 2008/09
- Обладатель Кубка Германии: 2014/15
- Обладатель Суперкубка Германии: 2015